# Athyrma eupepla
Athyrma eupepla är en fjärilsart som beskrevs av Louis Beethoven Prout 1924. Athyrma eupepla ingår i släktet Athyrma och familjen nattflyn. Inga underarter finns listade i Catalogue of Life.